# Kinue Hitomiová
Kinue Hitomiová (人見 絹枝, 1. ledna 1907 Okajama – 2. srpna 1931 Ósaka) byla japonská atletka, povoláním novinářka. Dvakrát vytvořila světový rekord ve skoku dalekém: 550 cm v roce 1926 a 598 cm v roce 1928. V roce 1926 také vytvořila světový rekord v trojskoku 11,62 m, který však Mezinárodní asociace atletických federací neuznává jako oficiální. V roce 1928 vyrovnala světový rekord v běhu na 100 metrů časem 12,2 s. Na Světových ženských hrách v roce 1926 v Göteborgu získala zlatou medaili ve skoku dalekém a skoku dalekém z místa, stříbrnou v hodu diskem a bronzovou v běhu na 100 yardů, v roce 1930 v Praze vyhrála dálku, druhá byla v trojboji a třetí v běhu na 60 metrů a hodu oštěpem. Při premiéře ženské atletiky na Letních olympijských hrách 1928 v Amsterdamu nebyla dálkařská soutěž zařazena, Hitomiová startovala v běhu na 100 metrů a byla vyřazena v semifinále. Poté nastoupila k závodu na 800 metrů a přestože neměla s touto tratí žádné zkušenosti, skončila druhá za Němkou Linou Radkeovou a stala se tak první ženou v historii, která získala pro Japonsko olympijskou medaili. Únava z množství absolvovaných závodů i společenských akcí se projevila na jejím zdraví, zemřela na zápal plic ve věku 24 let. Po její smrti byla na Olšanských hřbitovech odhalena pamětní deska připomínající její start v Praze.